# My Way (альбом Удо Диркшнайдера)
My Way — первый сольный альбом немецкого музыканта Удо Диркшнайдера. Является сборником кавер-версий песен известных музыкантов. Альбом выпущен в год празднования 70-летнего юбилея Диркшнайдера.

## Об альбоме
По словам Удо Диркшнайдера, он не планировал выпускать такой альбом. Музыкант записал пару кавер-версий (называется в частности песня Faith Healer), которые услышали продюсеры и предложили составить список любимых песен 1960—1980 годов. В результате альбом и был записан. Вместе с тем, в альбом отбирались песни, которые Диркшнайдеру удобно было бы петь.
Певец говорил о записи альбома:
Это было очень интересно потому что во всех песнях я осваивал новую территорию, они немного отличались и конечно, я привнёс мой собственный характер в песни. Кажется это всем понравилось — и все эти песни я люблю лично. В течение всей моей карьеры я впечатлялся этими песнями. 
Оригинальный текст (англ.)It was very interesting because on all the songs I played new territory, they were a bit different, and of course, I took my own character to the song. Everybody seems to like it—all these songs I like personally. I was inspired in my career to sing these songs
Для альбома была записана песня The Beatles «I’m Down», но в альбом она не вошла, в связи с отказом в разрешении на выпуски от правообладателя. Заглавная песня альбома My Way в течение нескольких лет уже использовалась на концертах как завершающая песня и записана также в альбоме Live — Back to the Roots — Accept! сайд-проекта Dirkschneider. В этом альбоме Диркшнайдер впервые в карьере записал песню «Kein Zurück» на немецком языке, и отметил, что поскольку песню не удалось переложить на английский, он думал, что легко исполнит её на родном языке. Но оказалось, что это стало нетривиальной задачей из-за сложностей с таймингом и раскладкой слов.
Выход альбома был предварён выпуском 25 февраля 2022 года видеоклипа «We Will Rock You» в котором Диркшнайдер сыграл роль уборщика, мечтающего о карьере музыканта.

## Список композиций
| №                   | Название                     | Автор(ы)                                                | Исполнитель                                                                        | Длительность |
| ------------------- | ---------------------------- | ------------------------------------------------------- | ---------------------------------------------------------------------------------- | ------------ |
| 1.                  | «Faith Healer»               | Алекс Харви, Хью Маккенна                               | The Sensational Alex Harvey Band (c сингла «Faith Healer», 1973)                   | 4:59         |
| 2.                  | «Fire»                       | Артур Браун, Винсент Крейн, Майк Файнсилвер, Роберт Кер | The Crazy World of Arthur Brown (из альбома The Crazy World of Arthur Brown, 1968) | 3:11         |
| 3.                  | «Sympathy»                   | Кен Хенсли                                              | Uriah Heep (из альбома Firefly, 1977)                                              | 4:32         |
| 4.                  | «They Call it Nutbush»       | Тина Тёрнер                                             | Айк и Тина Тёрнеры (c сингла «Help Him», 1973)                                     | 2:14         |
| 5.                  | «Man On The Silver Mountain» | Ричи Блэкмор, Ронни Джеймс Дио                          | Rainbow (из альбома Ritchie Blackmore’s Rainbow, 1975)                             | 4:18         |
| 6.                  | «Hell Raiser»                | Майк Чепмен, Никки Чин                                  | Sweet (c сингла «Hell Raiser», 1973)                                               | 3:19         |
| 7.                  | «No Class»                   | Лемми, Эдди Кларк, Фил Тейлор                           | Motörhead (из альбома Overkill, 1979)                                              | 2:40         |
| 8.                  | «Rock And Roll»              | Джимми Пейдж, Джон Пол Джонс, Роберт Плант, Джон Бонем  | Led Zeppelin (из альбома Led Zeppelin IV, 1971)                                    | 3:56         |
| 9.                  | «The Stroke»                 | Билли Сквайер                                           | Билли Сквайер (из альбома Don't Say No, 1981)                                      | 3:54         |
| 10.                 | «Paint It Black»             | Мик Джаггер, Кит Ричардс                                | The Rolling Stones (из альбома Aftermath, 1966)                                    | 4:30         |
| 11.                 | «He’s a Woman — She’s a Man» | Герман Раребелл, Клаус Майне, Рудольф Шенкер            | Scorpions (из альбома Taken by Force, 1977)                                        | 3:19         |
| 12.                 | «T.N.T.»                     | Бон Скотт, Ангус Янг, Малькольм Янг                     | AC/DC (из альбома T.N.T., 1975)                                                    | 3:46         |
| 13.                 | «Jealousy»                   | Фрэнки Миллер                                           | Фрэнки Миллер (из альбома Standing On The Edge, 1982)                              | 5:39         |
| 14.                 | «Hell Bent For Leather»      | Гленн Типтон                                            | Judas Priest (из альбома Killing Machine, 1978)                                    | 2:43         |
| 15.                 | «We Will Rock You»           | Брайан Мэй                                              | Queen (из альбома News of the World, 1977)                                         | 3:12         |
| 16.                 | «Kein Zurück»                | Аксель Эрмес, Петер Геппнер, Маркус Рейнхардт           | Wolfsheim (из альбома Casting Shadows, 2003)                                       | 4:08         |
| 17.                 | «My Way»                     | Клод Франсуа, Жак Рево, Жиль Чибо, Пол Анка             | Фрэнк Синатра (из альбома My Way, 1969)                                            | 4:35         |
| Общая длительность: | Общая длительность:          | Общая длительность:                                     | Общая длительность:                                                                | 64:55        |

## Участники записи
- Удо Диркшнайдер — вокал
- Штефан Кауфманн — гитара
- Петер Кообс — гитара
- Петер Балтес  — бас-гитара
- Свен Диркшнайдер — ударные[9]